# Синадская митрополия
Сина́дская митрополия — историческая епархия Константинопольской православной церкви с центром в городе Синнада, на севере Фригии (ныне развалины близ Ескипара — Гассаф).
После того как город Синад стал столицей провинции Фригия Салутария при Диоклетиане, архиерейская епархия была соответственно повышена до степени митрополии.
Вслед за захватом Синада сельджуками, в XI веке церковная жизнь стала приходить в упадок, и к XIV веку синадские митрополиты вероятно уже не жили в Синаде. В 1385 году территория Синадской митрополии была вверена митрополитам Филадельфийским.
Среди святых — мученик Доримедонт Синадский (память 6 (19) сентября), преподобный Константин Синадский (IX век).
В настоящее время используется для титулярных епископов Константинопольского патриархата.
7 июля 2015 года решением Священного Синода Константинопольской Православной Церкви по рекомендации патриарха Варфоломея Синадская епископия была возведена в ранг митрополии.

## Епископы
- Аттик (не позднее III века)
- Агапит Синадский (IV век)
- Павсикакий Синадский (592—606)
- Михаил Синадский (785—821)
- Лонгин (1618—1628)[2]
- Досифей (8 марта 1872 — 15 июня 1874)[3]
- Анфим (Пелтекис)[болг.] (21 мая 1888 — 5 февраля 1891)
- Евгений (Масторакис) (17 июня 1899 — 31 июля 1908)[4]
- Христофор (Киси) (2 ноября 1917 — 18 ноября 1923)
- Герман (Псаллидакис) (4 мая 1962 — 16 октября 1989)
- Дионисий (Сакатис) (15 сентября 1996 — 14 апреля 2021)
- Антоний (Аврамопулос) (избран 22 марта 2024 года)

## Святые[5]
- Мчч. Доримедонт и Трофим (+ III в.) — приняли мученичество в городе
- Агапит Синадский (IV в.)
- Мч. Акакий Апамейский, Милетский (+ ок. 321) — погребён в городе
- Павсикакий Синадский (+ 606)
- Прп. Константин Синадский (VIII—IX вв.) — уроженец города
- Мч.Панкратий Римский (+ 303) — уроженец города
- Михаил Синадский (+ ок. 821)